# Liste von Abkürzungen zum Energiemarkt und zur Energieversorgung

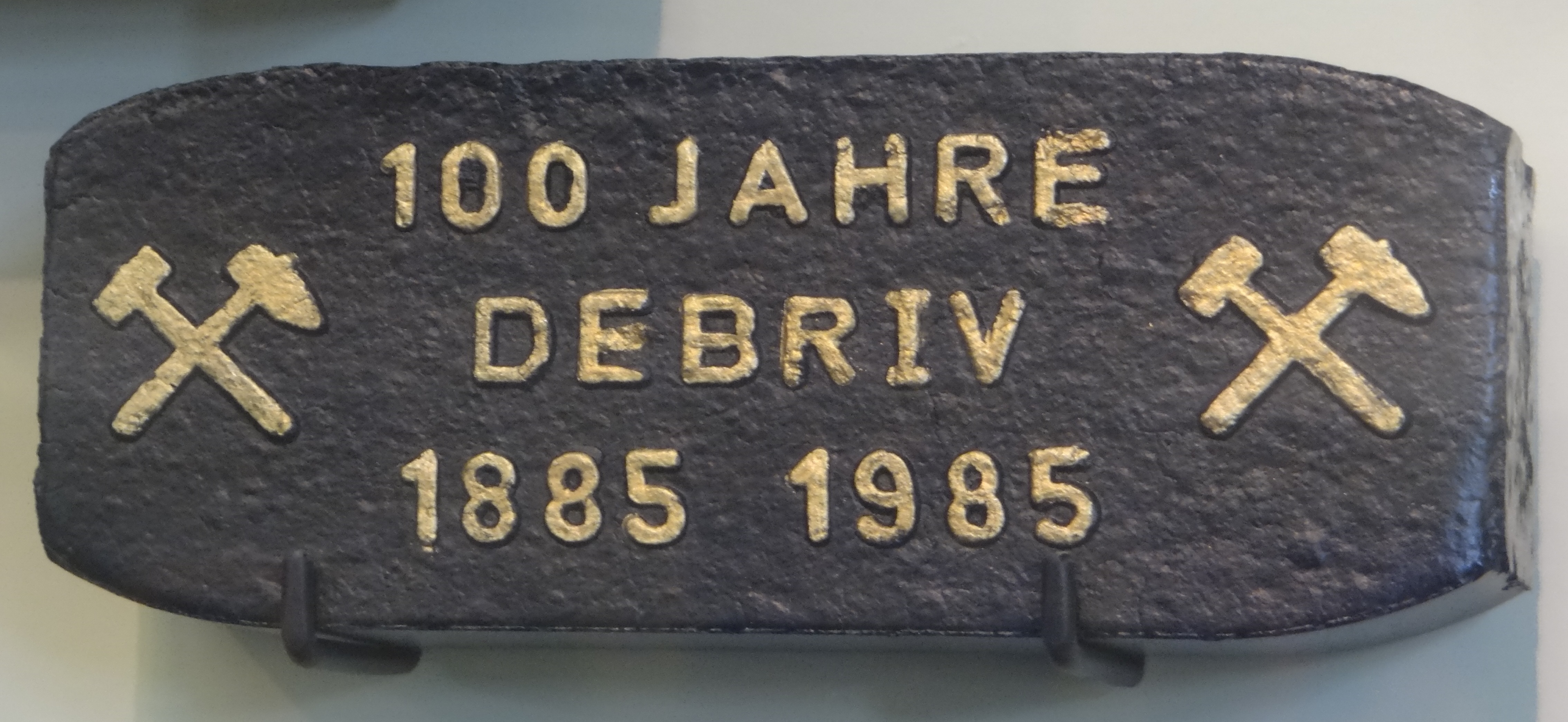
Schmuckbrikett anlässlich des 100-jährigen Bestehens des DEBRIV (Deutsches Bergbau-Museum Bochum)

In der folgenden Liste befinden sich alphabetisch sortiert verschiedene Abkürzungen zu den Themenbereichen der Energiemärkte und -versorgung, teilweise mit einbezogen sind auch angrenzende Bereiche wie Energiewirtschaft, Energietechnik, Energiepolitik und so weiter. Einen Schwerpunkt bilden im deutschsprachigen Raum gängige Abkürzungen für den Energiesektor, d. h. auch internationale.

## Abkürzungen

### A

Internationales Zeichen für Wechselstrom (Abk. AC)

- a = Jahr (latein. annus) (z. B. tSKE/a = Tonnen Steinkohleeinheiten pro Jahr)
- AC = Wechselstrom (alternating current)
- AGEB = AG Energiebilanzen e.V.
- AGEE = Arbeitsgruppe Erneuerbare Energien-Statistik
- AGFW = AGFW – Der Energieeffizienzverband für Wärme, Kälte und KWK e. V.
- ARA = Antwerpen, Rotterdam, Amsterdam (d. h. die wichtigsten Seehäfen im Rhein-Maas-Delta)
- ATC = Available Transfer Capacity

### B
- bbl = Barrel
- bcm = 1 Milliarde Kubikmeter (billion cubic metres)
- BDEW = Bundesverband der Energie- und Wasserwirtschaft e.V.
- BDI = Bundesverband der Deutschen Industrie
- BMU = Bundesministerium für Umwelt, Naturschutz und Reaktorsicherheit
- BMVBS = Bundesministerium für Verkehr, Bau und Stadtentwicklung
- BMVI = Bundesministerium für Verkehr und digitale Infrastruktur
- BMWi = Bundesministerium für Wirtschaft und Technologie
- BNetzA = Bundesnetzagentur
- boe = Barrel Rohöl (Barrels of oil equivalent / Barrel Öleinheiten)
- bp = British Petroleum
- BSV = Bruttostromverbrauch
- BSZ = Brennstoffzelle

### C
- CBM = Kohleflözgas (Coal Bed Methane)
- CCGT = Combined Cycle Gas Turbine
- CCS = Carbon Capture and Storage
- CCU = Carbon Capture and Usage
- CDM = Clean Development Mechanism
- CIF = Cost, Insurance and Freight (Kosten, Versicherung und Fracht)
- CO2 = Kohlenstoffdioxid
- CSP = Concentrated Solar Power, konzentrierte Solarthermie
- ct = Cent
- CWE = Central Western Europe

### D
- d = Tag (z. B. kWh/d)] = Kilowattstunden pro Tag)
- DC = Gleichstrom (direct current)
- DEBRIV = Deutscher Braunkohlen-Industrie-Verein e.V.
- dena = Deutsche Energie-Agentur GmbH
- Dii = Desertec Industrie Initiative
- DLR = Deutsches Zentrum für Luft- und Raumfahrt e.V.
- DNI = Direkte normale Bestrahlung (direct normal irradiance)
- DSM = Demand Side Management
- dWT = Deadweight Tonnage (Tragfähigkeit)

### E
- EE = Erneuerbare Energien
- EEG = Erneuerbare-Energien-Gesetz
- EEV = Endenergieverbrauch
- EEX = European Energy Exchange
- EJ = Exajoule (1 Trillion Joule)
- EnG = Energiegesetz (Schweiz)
- EnLAG = Energieleitungsausbaugesetz
- EnWG = Energiewirtschaftsgesetz
- EPEX SPOT = European Power Exchange
- ESYS = Energiesysteme der Zukunft,[1] eine Initiative der Deutschen Akademie der Technikwissenschaften (Acatech), der Deutschen Akademie der Naturforscher Leopoldina und der Union der deutschen Akademien der Wissenschaften
- ESZ = Energieszenarien für ein Energiekonzept der Bundesregierung
- ETS = EU-Emissionshandel
- EU = Europäische Union
- EUR = Euro
- EVS = Energieversorgungssystem
- EVU = Elektrizitätsversorgungsunternehmen, Energieversorgungsunternehmen
- EV = Energieverbrauch

### G
- GHD = Gewerbe, Handel und Dienstleistungen
- GJ = Gigajoule (1 Milliarde Joule)
- Gt = Gigatonne (1 Milliarde Tonnen)
- GuD = Gas und Dampf(kraftwerk)
- GUS = Gemeinschaft unabhängiger Staaten
- GW = Gigawatt (1 Milliarde Watt)
- GWh = Gigawattstunde (1 Milliarde Wattstunden)

### H
- h = Stunde (hour) (vgl. kWh = Kilowattstunde = tausend Wattstunden)
- HGÜ = Hochspannungs-Gleichstrom-Übertragung
- HöS = Höchstspannung
- HS = Hochspannung

### I
- IEA = International Energy Agency
- IET = International Emission Trading
- IFHT = Institut für Hochspannungstechnik RWTH Aachen
- IGCC = Integrated Gasification Combined Cycle (Kombi-Prozess mit integrierter Vergasung)
- IPCC = International Panel on Climate Change
- ISE = Fraunhofer-Institut für Solare Energiesysteme
- ISI = Fraunhofer-Institut für System- und Innovationsforschung

### J
- JI = Joint Implementation

### K
- kg = Kilogramm
- kJ = Kilojoule (tausend Joule)
- KMU = Kleine und mittlere Unternehmen
- kW = Kilowatt (tausend Watt)
- kWh = Kilowattstunde (tausend Wattstunden)
- KWK = Kraft-Wärme-Kopplung
- KWKG = Kraft-Wärme-Kopplungsgesetz

### L
- l = Liter
- LCA = Life Cycle Assessment (Lebenszyklusanalyse)
- LED = Licht-emittierende Diode
- LNG = verflüssigtes Erdgas

### M
- m³ = Kubikmeter
- MATS = Mercury and Air Toxics Standards
- mbbl = Tausend Barrel
- mbtu = Tausend British thermal units
- MENA = Middle East & North Africa
- MS = Mittelspannung
- Mt = Megatonne (1 Million Tonnen)
- Mtpa = Millionen Tonnen pro Jahr
- MW = Megawatt
- MWh = Megawattstunde (1 Million Wattstunden)
- MWhtherm = Megawattstunde thermisch
- MWhel = Megawattstunde elektrisch

### N
- NCG = NetConnect Germany
- NEFZ = Neuer Europäischer Fahrzyklus
- NEM / NE-Metalle = Nicht-Eisen-Metalle
- NEP = Netzentwicklungsplan
- NGL = Flüssiggas
- NIMBY = Not In My Back Yard
- NREAP = Nationaler Aktionsplan Erneuerbarer Energien
- NS = Niederspannung

### O
- OCGT = Open Cycle Gas Turbine
- OECD = Organisation für wirtschaftliche Zusammenarbeit und Entwicklung
- OLED = Organische Licht-emittierende Diode
- O-NEP = Offshore-Netzentwicklungsplan
- OPEC = Organisation rohölexportierender Länder
- ORC = Organic Rankine Cycle
- ÖSPV = Öffentlicher Straßenpersonennahverkehr

### P

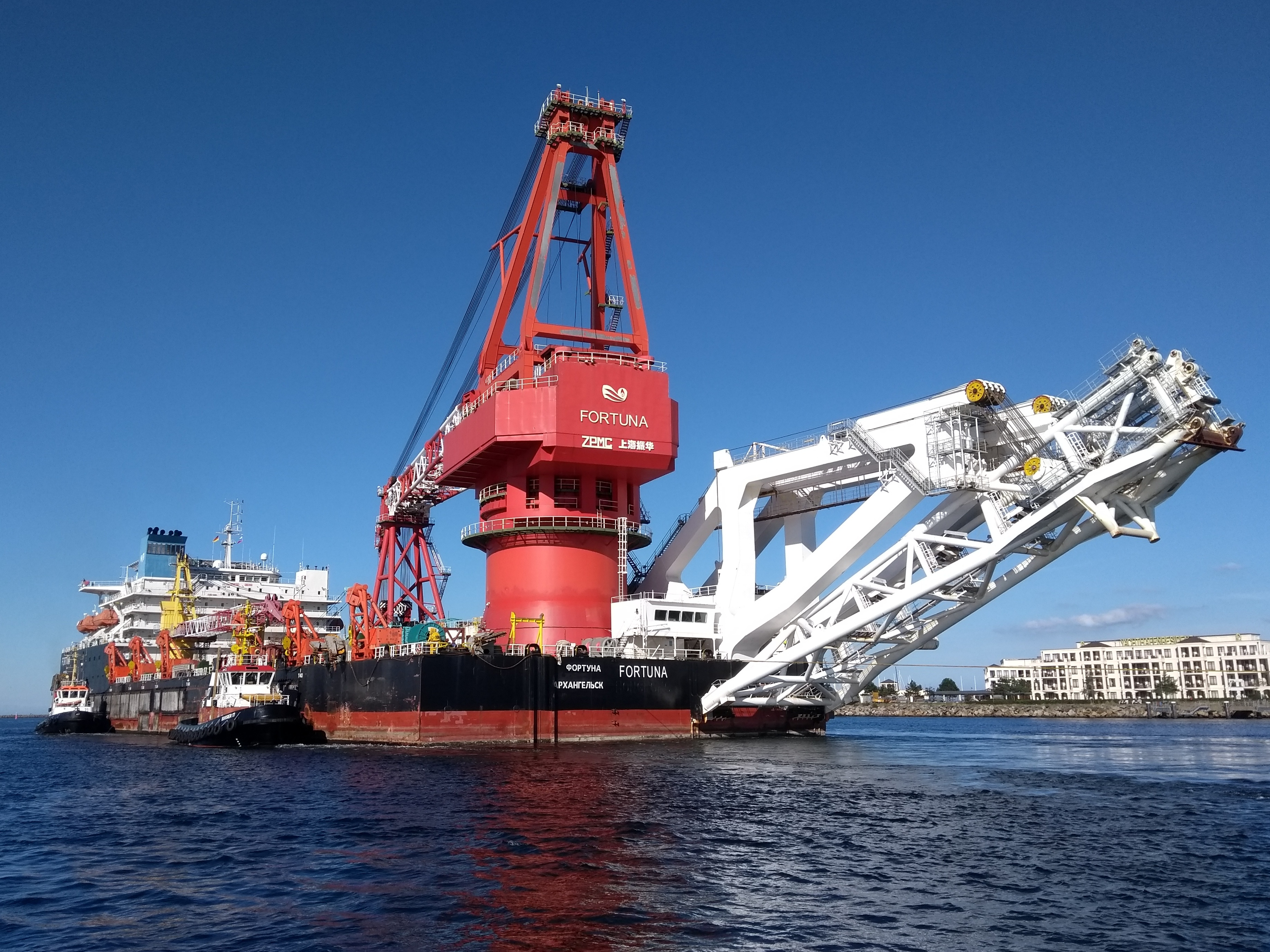
Fortuna

- PCM = Phase change materials (Phasenwechselmaterialien)
- PEESA = Protecting Europe’s Energy Security Act[2] / Gesetz zum Schutz von Europas Energiesicherheit (siehe auch Nord Stream 2)
- PHH = Private Haushalte
- PJ = Petajoule (1 Billiarde Joule)
- PPA = Power Purchase Agreement
- PPP = Kaufkraftparität
- PSW = Pumpspeicherwerk
- PtX = Power-to-X (Herstellung von anderen Energieträgern wie z. B. Kraftstoffe aus Strom)
- PV = Photovoltaik

### R
- ResKV = Reservekraftwerksverordnung

### S
- SUP = Strategische Umweltprüfung

### T
- t = Tonne (1000 Kilogramm)
- TREC = Trans-Mediterranean Renewable Energy Cooperation
- TREC = Total Solar Irradiance (totale Bestrahlungsstärke der Sonne)
- tSKE = Tonnen Steinkohleeinheiten
- TSO = Transmission System Operator (Übertragungsnetzbetreiber)
- TWh = Terawattstunde (1 Billion Wattstunden)

### U
- UMSICHT = Fraunhofer-Institut für Umwelt-, Sicherheits- und Energietechnik
- ÜN = Übertragungsnetz
- ÜNB = Übertragungsnetzbetreiber
- UNFCCC = United Nations Framework Convention on Climate Change
- USD = US-Dollar

### V
- VDKi = Verein Deutscher Kohlenimporteure
- VGB = VGB PowerTech e.V.
- VNB  = Verteilnetzbetreiber

### W
- WEA = Windenergieanlage
- WZ2008 = Klassifikation der Wirtschaftszweige, Ausgabe 2008

## Belege
1. ↑  Energiesysteme der Zukunft
2. ↑  Protecting Europe’s Energy Security Act (PEESA) -  Bureau of Energy Resources (October 20, 2020)